# Cyclosternum janeirum
Cyclosternum janeirum är en spindelart som först beskrevs av Eugen von Keyserling 1891.  Cyclosternum janeirum ingår i släktet Cyclosternum och familjen fågelspindlar. Inga underarter finns listade i Catalogue of Life.